# Luís de Granada

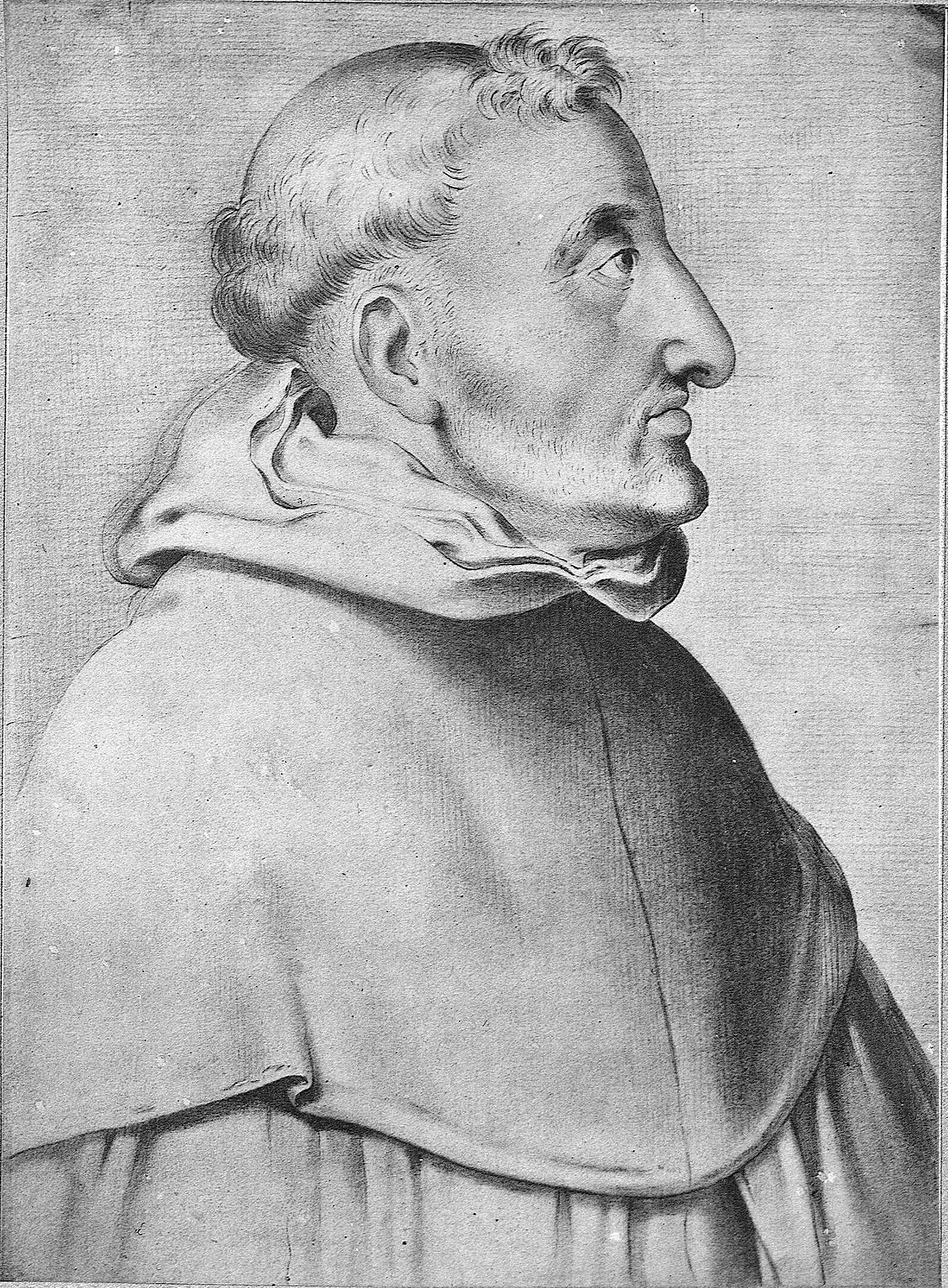
Luís de Granada by Francisco Pacheco (1599) en Libro de descripción de verdaderos retratos, ilustres y memorables varones.

Luís de Granada, nascido como Luís Sarria (Granada 1504 – 31 de Dezembro de 1588) foi um religioso da Ordem dos Pregadores (Dominicanos), cuja vida decorreu essencialmente em Portugal, morrendo em Lisboa com 83 anos de idade, tendo vivido 47 em Portugal.
Filho de Francisco de Sarria, natural da povoação de Sarria, na Galiza, província de Lugo sendo sua mãe uma modesta lavadeira que o criou sozinha, após o falecimento do pai quando Luís tinha 5 anos. Estudou no Colégio de S. Gregório de Valadolid. em 1543 é eleito prior do convento de Badajoz, mas obtém autorização para continuar a ser pregador itinerante. Em 1550 é chamado a Évora a fim de se tornar confessor do Cardeal D. Henrique. Tal terá sido também pretexto para o livrar da perseguição da Inquisição espanhola por causa dos seus escritos.
Em Évora tona-se amigo dos também dominicanos Bartolomeu dos Mártires e Francisco Foreiro. Em 1557 é eleito provincial de Portugal, tendo apoiado a criação do Convento de S. Domingos, em Pedrogão Grande, tornando-o sede do noviciado da sua Ordem.
Foi mestre de filosofia, teologia moral e doutras disciplinas eclesiásticas, para além de confessor de D. João III, da rainha D. Catarina, e do Cardeal D. Henrique. Desempenhou as funções de visitador e provincial da província de S. Domingos de Portugal. Era muito estimado pela sua vasta erudição e grande eloquência. Rejeitou o bispado de Viseu, o arcebispado de Braga (sendo nomeado em sua substituição Frei Bartolomeu dos Mártires), e a púrpura cardinalícia, que lhe oferecera o Papa Sisto V, preterindo o serviço de Deus e do próximo, no púlpito, no confessionário, nas missões, na fundação de estabelecimentos de caridade, e em escrever. As suas obras eram tão estimadas, que mal se publicou o seu livro da oração e meditação, foi logo traduzido em nove línguas. O Papa Gregório XIII lhe escreveu uma carta em forma de Breve, expedido em Roma a 21 de Julho de 1582, em que agradecia e louvava as suas obras. Muitos bispos e arcebispos concederam indulgências a quem lesse ou ouvisse ler qualquer fragmento dos seus livros. Quando Filipe II de Espanha, se tornou rei de Portugal, perguntando-lhe alguém, qual era o seu partido respondeu: «Não sou castelhano nem português; sou frade de S. Domingos».
Escreveu muitas obras em castelhano sobre assuntos ascéticos, das quais se destacam as seguintes:
- Compendio da doutrina christãa recopilado de diuersos autores, que desta materia escreuerão, pelo R. P. F. Luyz de Granada, Provincial da Ordem de S. Domingos; acrescentarão-se ao cabo Treze Sermões das principaes festas do anno, pelo mesmo autor, etc., Lisboa, 1559; há uma edição desta obra, feita em Coimbra, em 1789; além desta, saíra em Lisboa outra edição em 1780, sem os sermões, com o título seguinte: Compendio da doutrina christã, composto pelo veneravel P. Fr. Luiz de Granada; dedicado á Rainha mãe pelo P. José Caetano de Mesquita, prior de S. Lourenço, etc.;
- Introducção ao symbolo da Fé, pelo V. Fr. Luiz de Granada, traduzida em português; 2 tomos, Lisboa, 1780;
- Guia de peccadores, e exhortação á virtude, etc., traduzida em português, Lisboa, 1764; 2 tomos; - fez-se uma edição no Porto, 1749: Livro da Oração e da meditação, Salamanca, 1567;
- Memorial da vida christã, Salamanca, 1066.
- "Regras da Vida Virtuosa", tiradas, e traduzidas do Memorial da Vida Christã. Com uma segunda edição saída no Porto em 1785.
O seu túmulo está na Igreja de S. Domingos, em Lisboa.